# Retrato de Niccolò da Uzzano

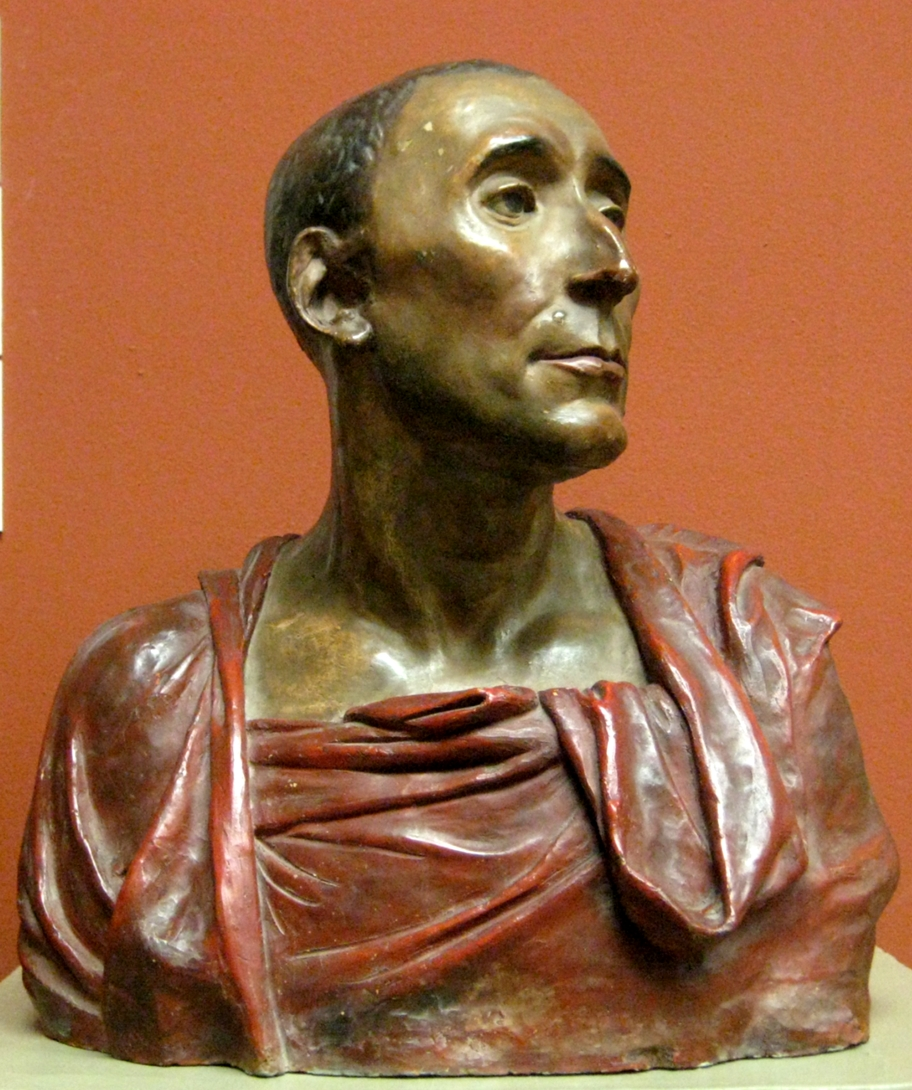
Retrato de Niccolo da Uzzano por Donatello.

El Retrato de Niccolò da Uzzano es una terracota policromada, atribuida al escultor renacentista Donatello, que data de alrededor de 1432. De tamaño 46 x 44 cm y se encuentra en el Museo del Bargello de Florencia. 

## Historia
El busto estaba en el palacio de Niccolò da Uzzano,(en aquella época en Capponi) y fue vendido por la familia al Estado en 1881, que es cuando se trasladó al museo del Bargello. Los documentos antiguos recuerdan como el retrato del estadista florentino, durante el siglo XVI fue utilizado como modelo por Cristofano dell'Altissimo para la serie de retratos de grandes personajes de la «serie gioviana» colocada en el corredor de la Galleria degli Uffizi de Florencia.
La atribución a Donatello es muy controvertida, la obra ha estado atribuida a Desiderio da Settignano por Janson (1957). Se pone en duda el tema del retrato, que sólo se conoce desde el siglo XVI y que hubiera pertenecido a las obras del palacio de Capponi. Niccolò da Uzzano, fue uno de los ejecutores del testamento del antipapa Juan XXIII, por lo que entró en contacto con Donatello para llevar a cabo la ejecución del deseo de Juan XXIII para la realización de su tumba y es muy probable que hubiera él mismo encargado la obra al escultor.

## Descripción
El trabajo es de la más alta calidad y es uno de los más antiguos retratos de busto del Renacimiento. Las líneas del rostro de carácter muy naturalista están muy marcadas, según parece y confirmado por una restauración realizada, se cree que vienen de un molde hecho de la mascarilla mortuoria del personaje. 
A pesar de ello, la calidad del modelado se relaciona con algunas obras  de Donatello, como las de los profetas Habacuc y Jeremías, realizadas entre los años 1423 y 1435.